# Arthropodium caesioides
Arthropodium caesioides är en sparrisväxtart som beskrevs av Joseph Marie Henry Alfred Perrier de la Bâthie. Arthropodium caesioides ingår i släktet Arthropodium och familjen sparrisväxter.
Artens utbredningsområde är Madagaskar. Inga underarter finns listade i Catalogue of Life.